# Амеландский диалект

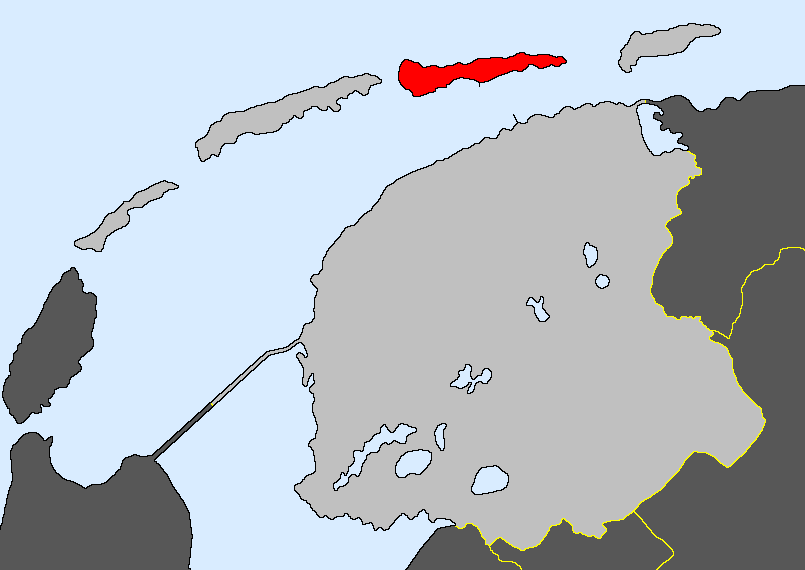
Область распространения амеландского диалекта в провинции Фрисландия.

Амеландский диалект (нидерл. Amelands, з.-фриз. Amelânsk, самоназвание: Amelands) — голландско-фризский смешанный диалект, на котором говорят на ваттовом острове Амеланд, принадлежащем провинции Фрисландия. Он возник в период с XVI по XVIII век в результате смешения голландского диалекта с фризским языком, на котором изначально говорили на острове. Амеландский диалект особенно близок к мидсландскому с соседнего острова Терсхеллинг. Хотя он и испытывает сильное влияние нидерландского языка из-за массового туризма, с другой стороны, это единственный диалект Фризских островов, который не находится под угрозой исчезновения, и даже большинство островной молодёжи говорит на нём.

## История
На Амеланде, так же как и на соседних островах Схирмонниког и Терсхеллинг, изначально говорили на фризском языке, но это уже не так. Почему сейчас на Амеланде, который был свободным островом, используют голландский диалект, в отличие от западного и восточного краёв острова Терсхеллинг, принадлежавшего со времён Средневековья до 1942 года Голландии и имевшего, по крайней мере, не меньшие контакты с материковой частью Голландии, чем Амеланд, не очень понятно. Однако, возможно, это связано с несколько иной историей Амеланда.
Из-за фрагментарности источников ничего не известно о раннем амеландском. Самым старым источником является повесть о Яне Хендрике Хеймансе, записанная во фризском народном альманахе от 1842 года. Хотя лингвисты уже давно интересуются амеландским, до второй половины XX века было сделано мало исследований. В 1970-х годах Фризская Академия, которая считает себя хранителем всего, в том числе и нефризского, культурного блага во Фрисландии, взялась за дело. Первые конкретные планы по созданию словаря амеландского датируются 1974 годом. Для достижения этих планов с 1977 года потребовалось десять лет напряжённой работы, за которую взялся Антон Ауд. В результате всех этих усилий в 1987 году, наконец, вышел «Woa'deboek van ut Amelands».
Создание стандартного правописания, которое основывалось на составе словаря, привело к тому, что с тех пор диалект стал больше использоваться как письменный язык. Например, в местной газете есть колонка на амеландском. Кроме того, диалект используется островными поп-музыкантами, такими как группа «Gang is Alles» и холлюмским театральным объединением «Nut en Genoegen», которая регулярно ставит на сцене пьесы на амеландском и даже в одном из прошлых лет выезжала в Амстердам, чтобы играть там для общины из Амеланда. В ноябре 2016 года Фризская Академия опубликовала «Groat Amelander Woa'edboek», над которым лингвист Сибрен Дик работал шестнадцать лет. Основу этого нового словаря создал «Woa'edboek van ut Amelands», созданный Антоном Аудом, который впоследствии им дорабатывался до самой его смерти в 2006 году. Дик продолжил работу, и в результате была получена пересмотренная версия амеландского словаря, к которому также добавлен голландский глоссарий, чтобы можно было искать слова и на голландском.

## Носители языка
На Амеланде подавляющее большинство населения всё ещё говорит на своём диалекте. Исследование, проведенное в 2002 году показало, что 62,5% старшеклассников на острове всё ещё используют амеландский как родной язык. Хотя они использовали всё больше нидерландских и английских заимствований в своей речи, и опредёленная группа старых диалектных слов исчезла, исследователи утверждают, что это не обязательно должно восприниматься как угасание диалекта, поскольку единственный язык, который не меняется — это мёртвый язык.
Кроме того, то же исследование показало, что ещё 15,2% учеников старших классов общались дома на амеландском и нидерландском. Со сверстниками 62,1% детей говорили на амеландском, а 25,8% - на английском и амеландском. Исследователи пришли к выводу, что в общей сложности 87,9% школьников на острове использовали амеландский в своей повседневной жизни. Когда их впоследствии опросили, 100% (132) учеников ответили, что они понимают по-амеландски, 95,2% — что они могут говорить, 76,8% — читать и 48,0% — писать. Если добавить эти цифры в дополнение к выводам, собранным исследователями из Фризской Академии в 1994 году относительно знания западнофризского языка во Фрисландии, то получится следующее:
|                | Западнофризский (1994) | Амеландский (2002) |
| -------------- | ---------------------- | ------------------ |
| понимают       | 94%                    | 100%               |
| могут говорить | 74%                    | 95,2%              |
| умеют читать   | 65%                    | 76,8%              |
| умеют писать   | 17%                    | 48,0%              |

Таким образом, амеландский язык попал в уникальное положение, поскольку почти все другие диалекты в Нидерландах постепенно угасают, особенно в том, что касается использования среди молодежи. Неясно, почему амеландский занял такую исключительную позицию, вероятно, свою роль сыграло то, что жители Амеланда были немного более закрыты для внешнего мира, чем, например, жители других Фризских островов. В итоге это затрудняет интеграцию посторонних на острове.
Тем не менее, новое исследование, проведенное Meine Bonthuis в 2016 году, показало картину, которая радикально изменилась по сравнению с ситуацией четырнадцать лет назад. В 2016 году более половины школьников, 52%, говорили между собой по-нидерландски, и только 29% говорили по-амеландски. С другой стороны, с родителями и другими членами семьи на амеландском говорили почти так же часто, как в 2002 году.
Нет доступных данных об общем количестве говорящих на амеландском или процентном отношении к населению острова. Но если предположить, что число говорящих на диалекте среди старших поколений выше, чем среди молодежи, что является довольно распространённым, то процент 80% говорящих на амеландском языке, возможно, будет вполне правдоподобным. С населением острова в 3600 человек общее число носителей амеландского языка составит почти 2900 человек.